# 若宮村 (岐阜県)
若宮村（わかみやむら）はかつて岐阜県稲葉郡に存在した村である。
現在の各務原市稲羽地区の、下切町、山脇町、及び航空自衛隊岐阜基地の一部に該当する。
村名は村内の神明神社の通称の若宮神社に由来する（神明神社は1922年に他の神社を合祀したさい、若宮神社に改称）。

## 歴史
- 江戸時代、この地域は旗本坪内氏領であった。
- 1889年（明治22年）7月1日 - 各務郡 下切村と山脇村が合併し発足。
- 1897年（明治30年）4月1日[2] - 各務郡、厚見郡、方県郡（一部）が合併し、稲葉郡となる。
- 1897年（明治30年）4月1日 - 前渡村と合併し前宮村が発足。同日若宮村廃止。